# Чудиновцы (Кировская область)
Чудиновцы — упразднённая в 2012 году деревня в Мурашинском районе Кировской области России. До 2021 года находилась на территории Мурашинского городского поселения.

## География
Находилась на расстоянии примерно 16 километров по прямой на юг-юго-запад от районного центра города Мураши.

### Географическое положение
В радиусе трёх километров:
- д. Тутуры (↘ 0.9 км)
- поч. Козлы (→ 1.4 км)
- мел. Тутурская (← ≈1.5 км)
- д. Афоничи (↗ 1.7 км)
- поч. Авдей Игнашин (↖ 2.3 км)
- д. Катальжана (→ 2.3 км)
- д. Логичи (↗ 2.7 км)

## История
Снят с учёта 28.06.2012 Законом Кировской области от 28.06.2012 № 178-ЗО.

## Население
«Список населённых мест Вятской губернии 1859—1873 гг.» давал сведения о проживания в 18 дворах и 114 человек (из них 51 мужчина, 63 женщины). В 1905 учтено 12 дворов и 86 жителей, в 1926 15 и 96, в 1950 23 и 63 соответственно, в 1989 38 жителей.
Постоянное население составляло 3 человека (русские 100 %) в 2002 году, 0 в 2010.

## Инфраструктура
Было личное подсобное хозяйство.

## Транспорт
«Список населённых мест Вятской губернии 1859—1873 гг.» описывал починок Плеховской (Тутори) стоящим «по левую сторону торговой дороги, лежащей по правому берегу р. Великой, из г. Орлова до Быковской пристани».